# 王立フィリピン会社の総会
『王立フィリピン会社の総会』（おうりつフィリピンがいしゃのそうかい、西: La Asamblea general de la Real Compañía de Filipinas, 仏: L'Assemblée de la Compagnie royale des Philippines）は、スペインのロマン主義の巨匠フランシスコ・デ・ゴヤが1815年に制作した歴史画である。油彩。1815年3月30日にマドリードで催された王立フィリピン会社の株主総会の様子が描かれている。タペストリーのカルトンを除けば、ゴヤが描いた最大のキャンバス画としても知られる。現在はフランスのタルヌ県カストルにあるゴヤ美術館に所蔵されている。またベルリンの絵画館に油彩による準備習作が所蔵されている。

## 制作経緯
王立フィリピン会社は国王カルロス3世の命により、1785年に財政家フランシスコ・カバルースの主導によって創設された。フィリピンのボルネオ島をはじめとする、アジア、ラテンアメリカといった極東におけるスペイン植民地の商業権益を管理する会社であった。同時に株主総会にはスペイン領フィリピン群島で選出された議員も加わっており、ある種、フィリピン議会の役割も兼ねた植民地を支配するための典型的な機関であった。1815年3月30日、重要な株主総会がマドリードで催され、フェルナンド7世が議長として出席した。委員会のメンバーの中には、熱烈な愛国者であり、フランス占領時代からフェルナンド7世を支持していたインド省の大臣ミゲル・デ・ラルディサバルがいた。4月15日、委員会はこの異例の出来事を記念する絵画の制作許可をラルディサバルに求めた。5日後にラルディザバルの許可を得た委員会はゴヤに作品を発注した。この発注には、ゴヤが同年すでにラルディザバルと会社の秘書であった友人ホセ・ルイス・ムナリスを含む3人の株主の肖像画を制作していたこと、ゴヤの息子ハビエルの義父ミゲル・マルティン・デ・ゴイコエチェア（Miguel Martín de Goicoechea）が重要な株主であったことが有利に働いた。スウェーデン大使ラ・ガルディエ（La Gardie）がゴヤの工房を訪れた1815年7月2日、ゴヤは本作品の制作を進めている最中であり、同年9月に完成した。

## 作品

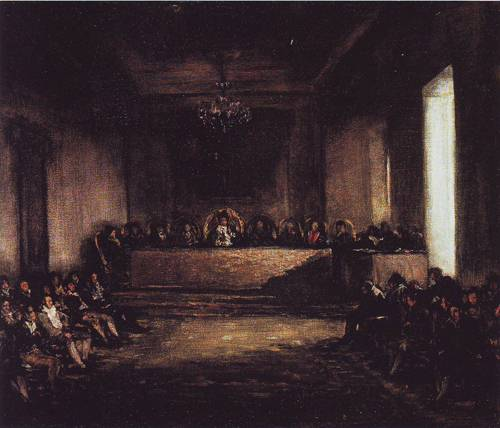
準備習作。絵画館所蔵。

ゴヤはフェルナンド7世が議長を務める総会を巨大な集合肖像画として描いている。大きな空間が全体の大部分を占め、人間は小さく描かれている。画面の最奥には、出席する国王のために特別に配置されたであろう、委員会の理事たちの席があり、画面の両端には出席した株主たちの席が並んでいる。フェルナンド7世は中央のひと際大きな議長席を占めており、王室の衣装とカルロス3世勲章の帯を身に着けている。国王の非常に堅い姿勢は威厳がある一方で横柄な印象を受ける。構図の中心にあるのはフェルディナンド7世であり、彼の姿は消失点の上にある。ところが、株主たちの様子は国王への敬意とはほど遠く、ある者は国王に背を向け、ある者はたがいにおしゃべりし、ある者はどこか別のところを見ている。おそらく総会は長引いたのだろう、出席者たちの姿は疲労感に満ちている。

### 描かれた人物
総会の議事録によると、国王の右側に座ったのはラルディサバルであったが、絵画に描かれた人物はラルディサバルと似ていない。実は絵画の完成前、国王とラルディサバルの間に対立が生じた。フェルナンド7世の強力な支持者であったにもかかわらず、ラルディサバルは彼の故郷であるメキシコの利益を優先したと非難され、国王によって不当に追放されたのである。ラルディサバルの位置を変える必要に迫られたゴヤは、おそらく会社側の同意を得て、彼を画面左端に移動させた。理事たちの席の左端にある空席はおそらくラルディサバルの不在、あるいは総会で埋められるはずだった空席を象徴している。フェルナンド7世の右側に座っている人物が誰であるかは不明である。おそらく友人のムナリスではないかと言われている。一方、左側に座っている人物は副社長のイグナシオ・オムリヤン・イ・ロウレラ（Ignacio Omulryan y Rourera）である。

ゴヤによる本作品に描かれた人物の他の肖像画。いずれも1815年の作。
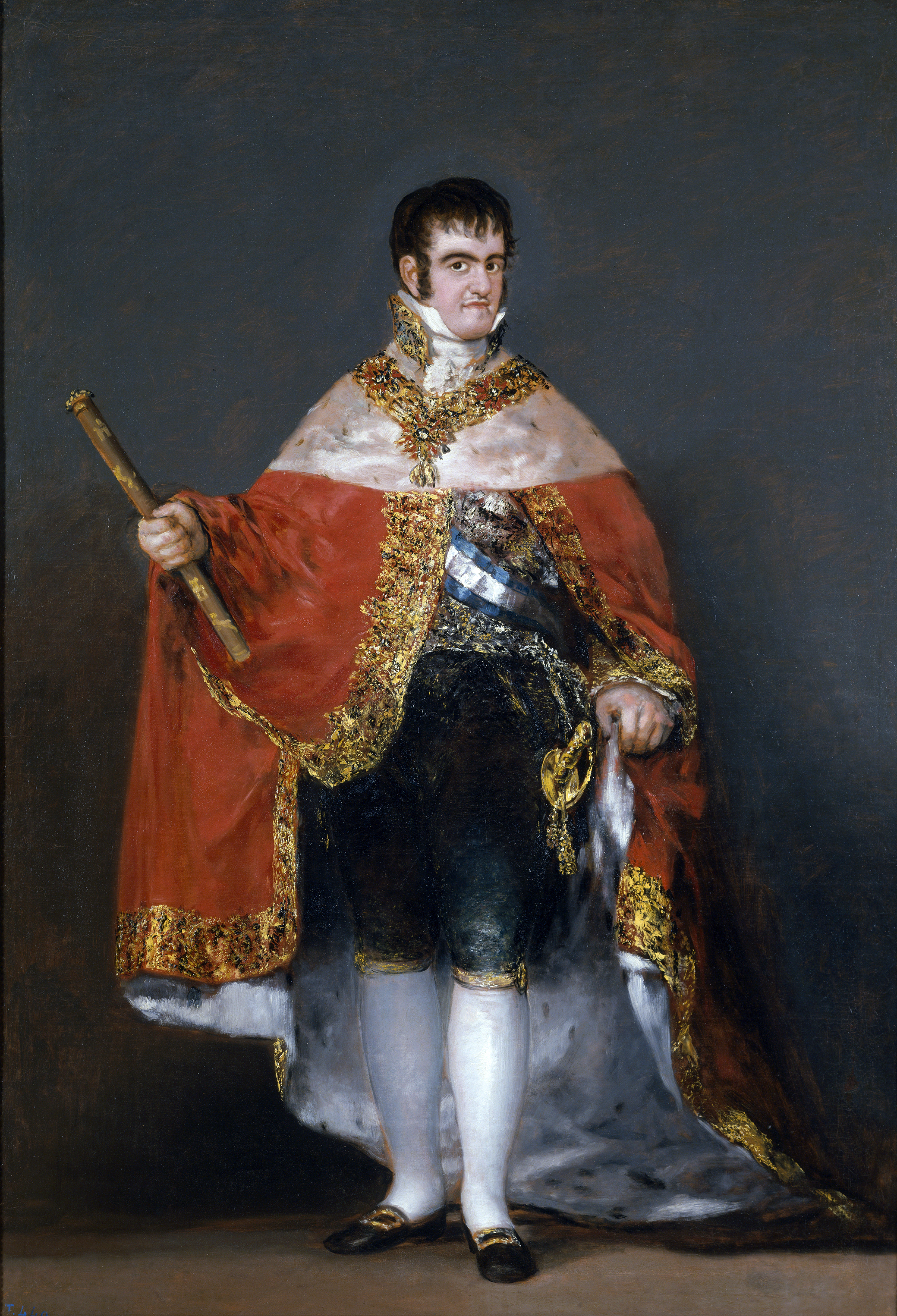
『宮廷衣装を着たフェルナンド7世の肖像』。プラド美術館所蔵。
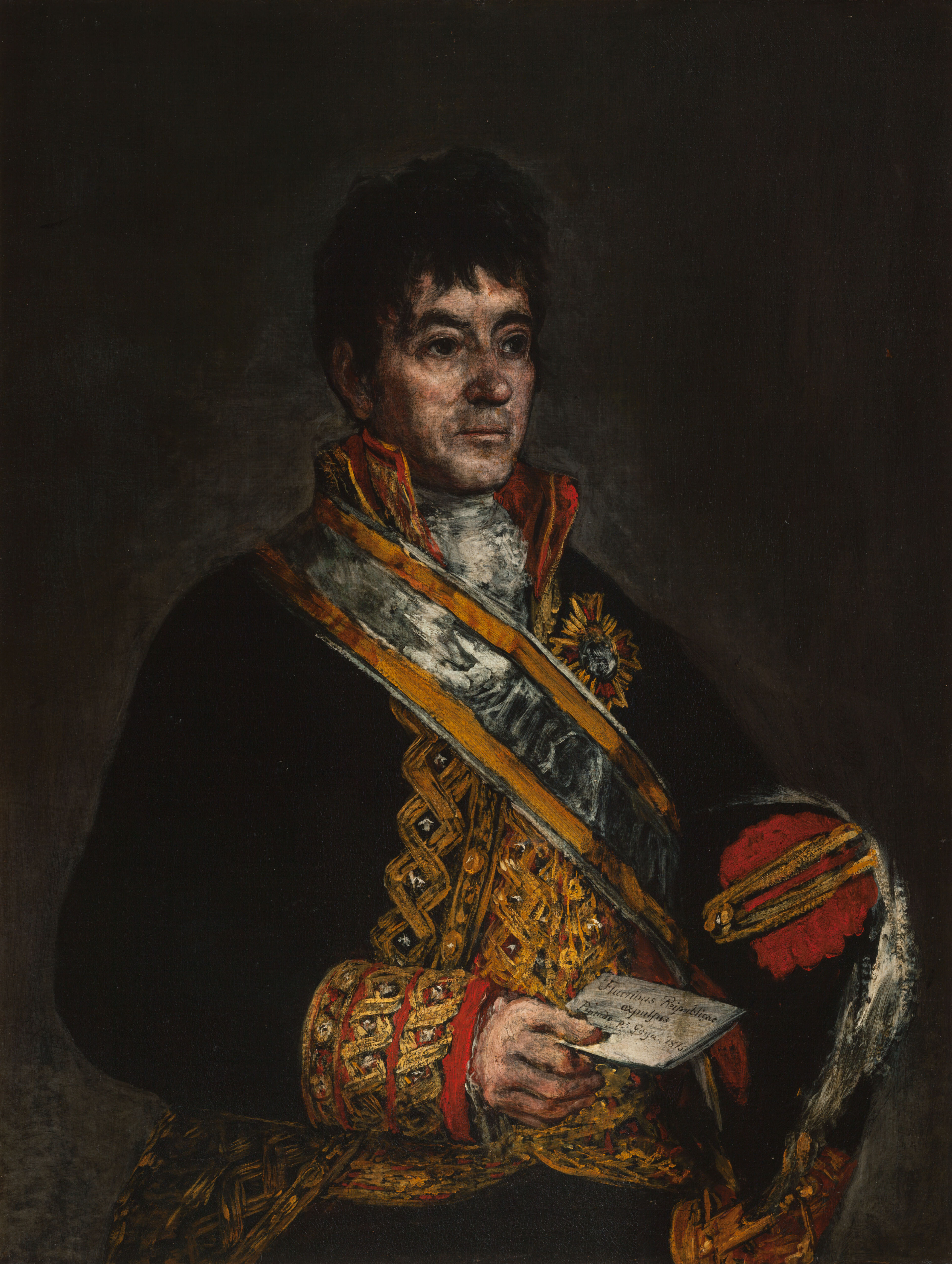
『ミゲル・デ・ラルディサバルの肖像』。ラルディサバルが手に持っている手紙はおそらく不当な追放をほのめかしている[4][8]。プラハ国立美術館所蔵[4][8]。
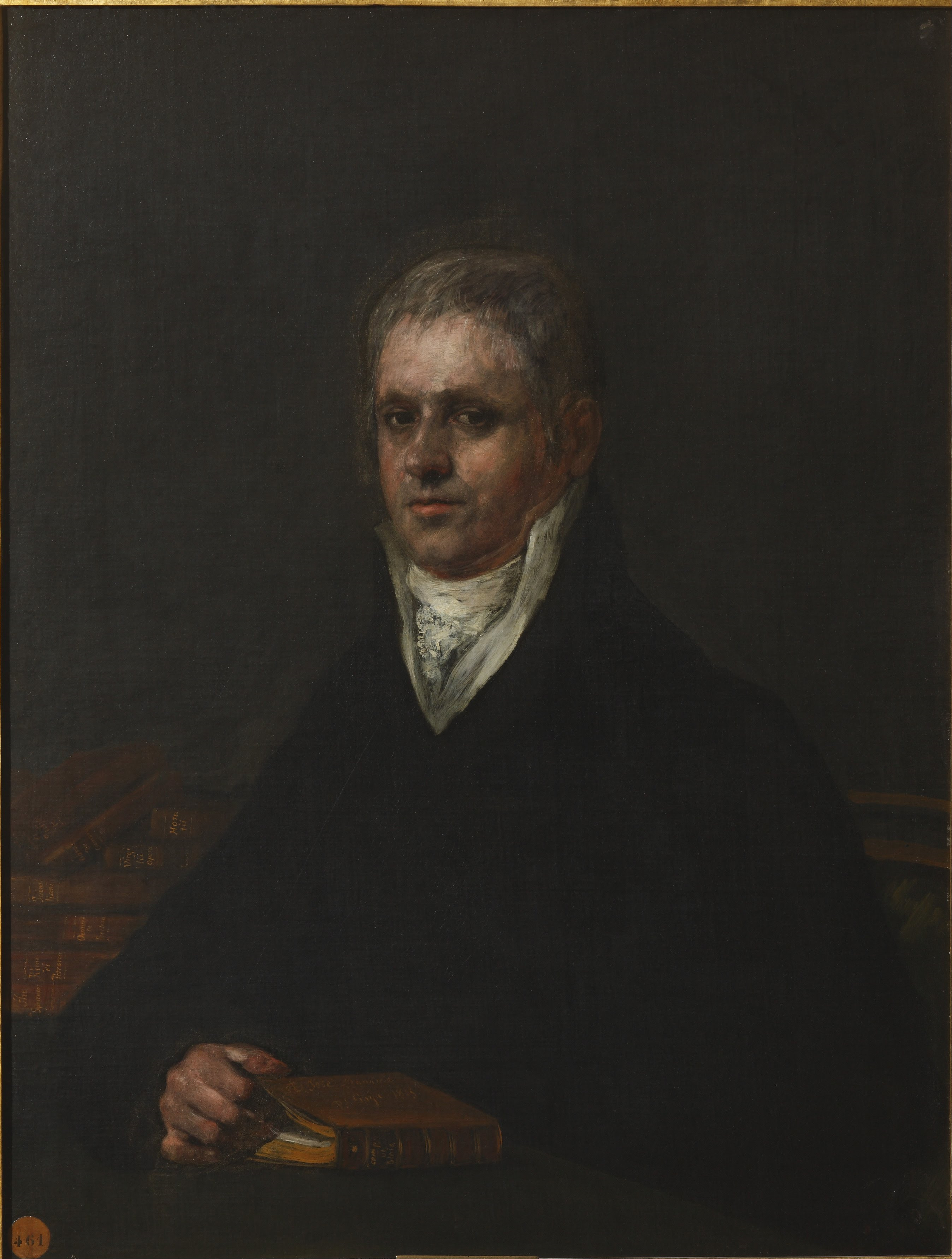
『ホセ・ルイス・ムナリスの肖像』。この年の5月には王立フィリピン会社の社長に就任していた[5]。王立サン・フェルナンド美術アカデミー所蔵[9]。
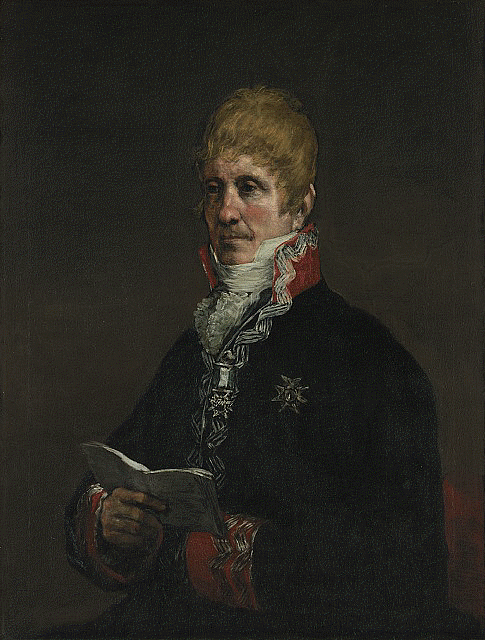
『イグナシオ・オムリヤン・イ・ロウレラの肖像』。王立フィリピン会社の副社長で、ゴヤに本作品を発注した[10]。ネルソン・アトキンス美術館所蔵[10][11]。

### 照明
照明は右側の大きな窓から差し込んでいる。ゴヤは明らかにディエゴ・ベラスケスの『ラス・メニーナス』（Las Meninas）からインスピレーションを得ており、大広間の床に光を反射しながら、空間の大部分を影で包み込んでいる。絵画の構造上、画面中央に大きな空白の空間があり、ゴヤは光の質と画面の様々な部分、特に床への光の反射によって、部屋の重苦しい雰囲気を際立たせている。大広間のリアルな描写によって、大勢の人が集まる空間の重苦しい空気を感じさせる。さらにゴヤは照明を使用し、総会の最も重要な人物を際立たせている。すなわち、中央の国王と、画面左端のラルディサバルのほか出席者の一部に光を当て、彼らの存在を他の出席者よりも強調している。

### 批判的姿勢
多くの研究者が出席者たちの姿勢や疲労感について言及している。こうした株主たちの姿を、絶対君主制の権力とフェルディナンド7世の復帰がもたらした抑圧に対する暗黙の批判とする者もいる。『王立フィリピン会社の総会』がのちに収集家の手に渡るのは、こうした作品の性格に原因があったのかもしれない。いずれにせよ、当時イギリスの風刺画家以外には誰もしなかった国王の権力への批判を、ゴヤは特に歴史画という分野で行ったと考えられている。

## 評価
全4巻に渡ってゴヤの評伝を著した堀田善衛は、ゴヤがベラスケスとレンブラント・ファン・レインを手本としながらも、両者には見られなかった近代的ニヒリズムとも言うべきシニカルな空間を描き出したと述べている。 堀田善衛によると、ゴヤは画面に描かれたいかなる人物を尊重も尊敬もしておらず、人間として信用していない。ゴヤが「ここに描き出されているものは、彼らの内的、精神的な空白さ加減である。（中略）この複数の人間どもの集いが、フィリピン会社総会であろうがフリーメースンの大会であろうが、主題はもはや問題ではなくなる。そうして主題がもはやどうでもよろしいとなった時に、真の主題が立ちあらわれるのである。それを一言で言ってしまうとなれば、近代の虚無、近代的ニヒリズム、としか言い様はないであろう」そして「真の主題は、この天井高く、長方形の会議室の巨大な空無の空間である」。フランスの作家アンドレ・マルローは『ゴヤ論 サトゥルヌス』（Saturne: Le destin, l'art et Goya）の中で、本作品について「画中の空無をもって祖国スペインの納棺所たらしめる」あるいは「スペインの断末魔を看取る通夜の図」と記している。

## 来歴

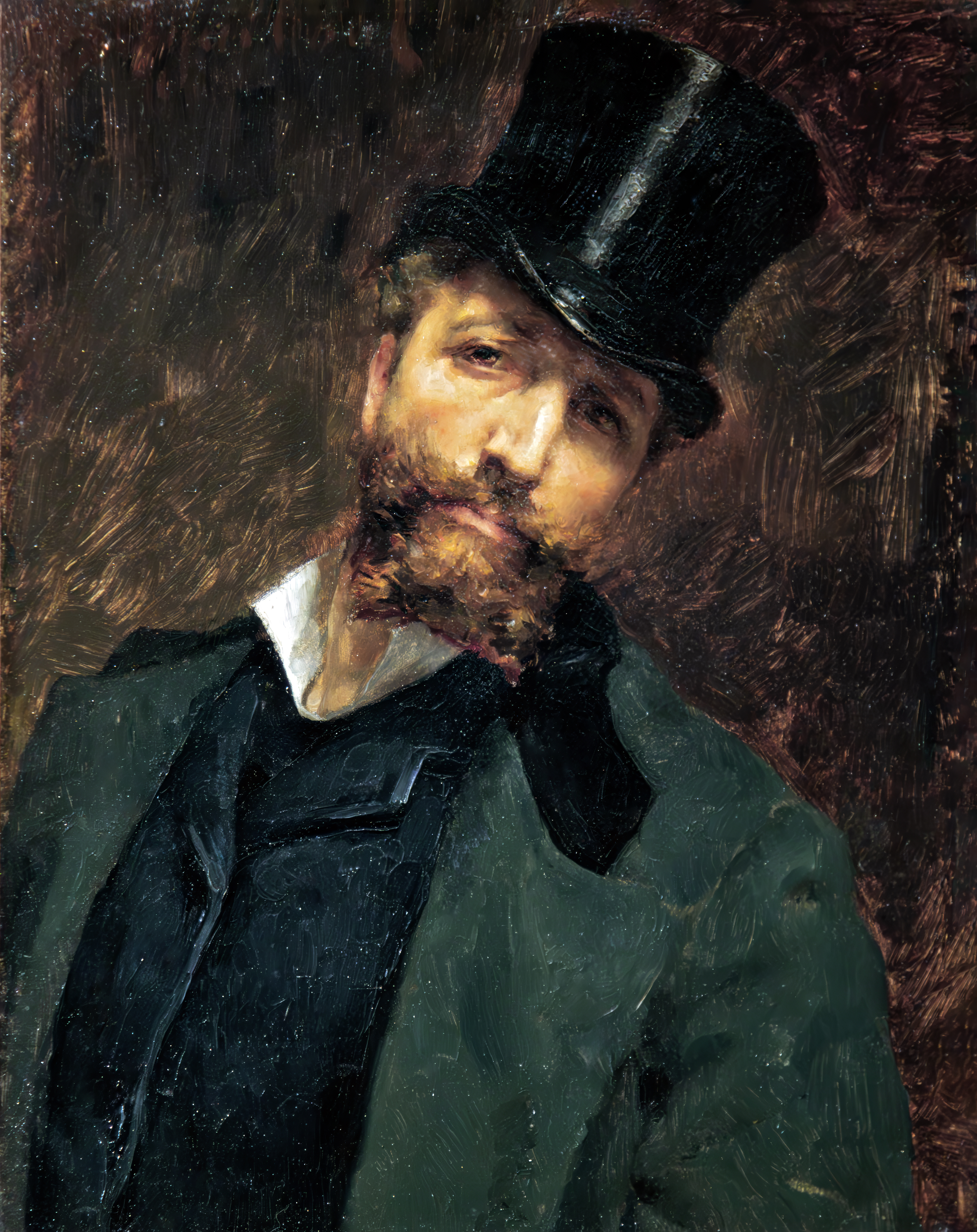
マルセル・ブリギブール『自画像』。ゴヤ美術館所蔵。

完成した絵画は1829年から1881年の間に会社から姿を消したようである。おそらくマドリード五大ギルドに譲渡されたのち、マドリードのドン・アンヘル・マリア・テラディーリョス（Don Ángel María Teradillos）の手に渡ったと考えられている。スペインで学んだフランス人画家マルセル・ブリギブールは、1881年5月7日にホセ・アントニオ・テラディーリョス（José Antonio Teradillos）から本作品を購入した。購入価格は35,000レアルであった。ブリギブールはさらに2点のゴヤの作品『フランシスコ・デル・マーソの肖像』（Portrait de Francisco del Mazo）と『眼鏡をかけた自画像』（Autorretrato con gafas）を購入した。当時のフランスでは、ゴヤは版画作品によってのみ知られていた画家であり、広く知られるようになったのは1900年にプラド美術館でゴヤの回顧展が開催されて以降であったことを考えると、これらの作品の購入は驚くべきことである。1893年から1894年、画家の息子ピエール・ブリギブール（Pierre Briguiboul）は、これらのゴヤの絵画を含むコレクションをゴヤ美術館に遺贈した。

## ギャラリー
ゴヤ美術館所蔵の他のゴヤ作品

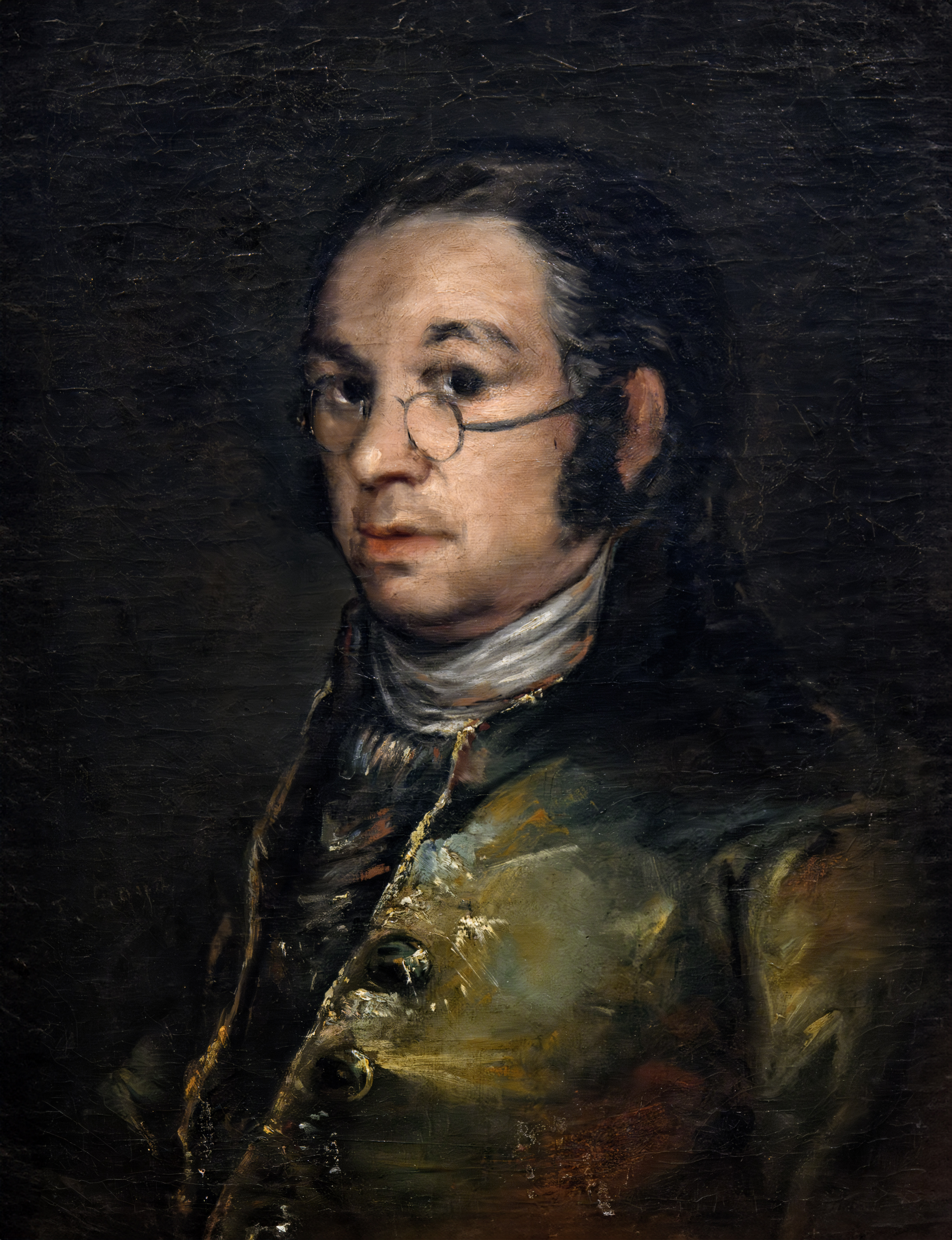
『眼鏡をかけた自画像』1800年頃
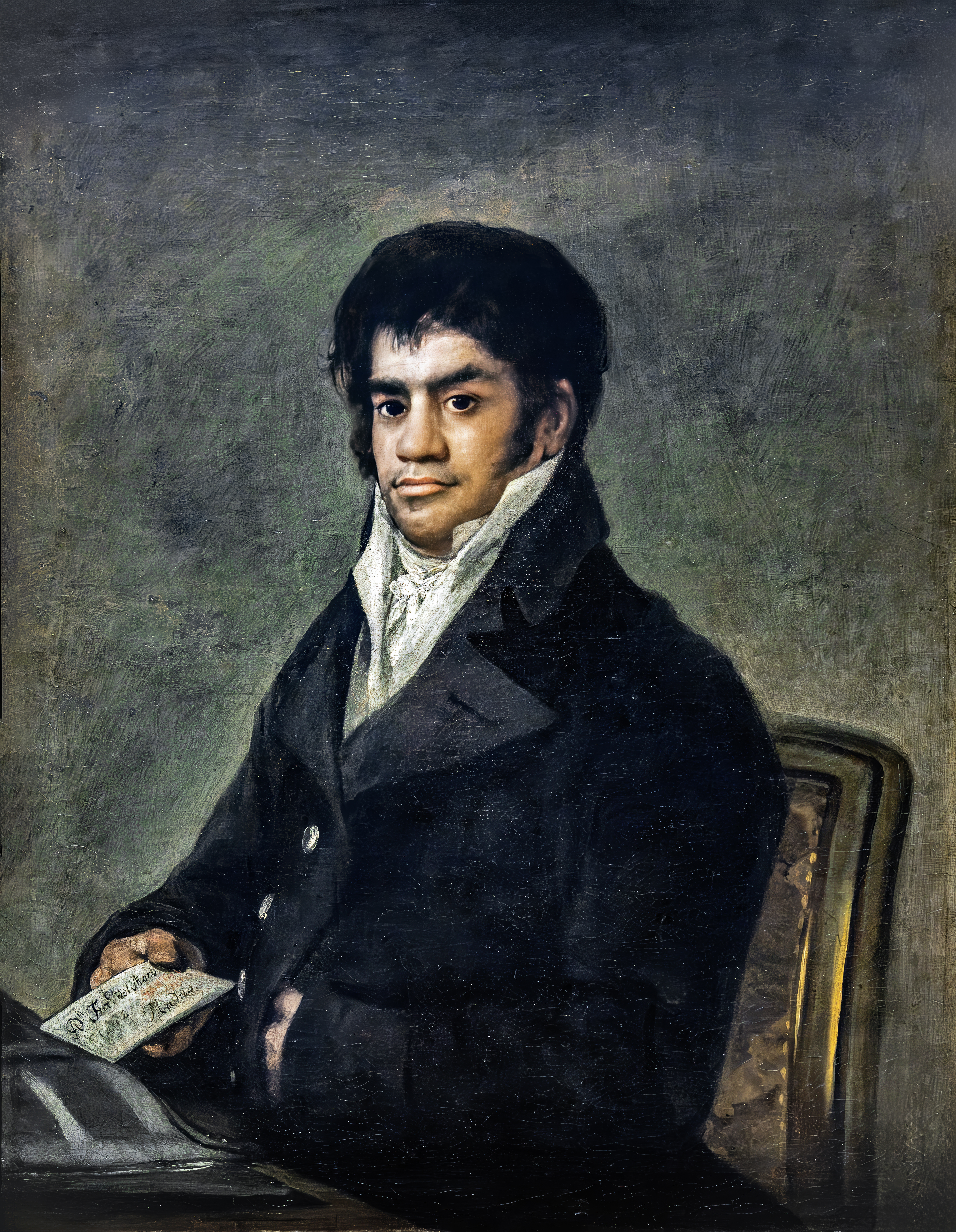
『フランシスコ・デル・マーソの肖像』1815年頃